# Philogangidae
Famille
Les Philogangidae sont une famille de libellules du sous-ordre des zygoptères (ordre des odonates).

## Systématique
La famille des Philogangidae est attribuée à l'entomologiste américain Clarence Hamilton Kennedy (d) (1879-1952) en 1920.

## Liste des genres et espèces
Selon BioLib (27 novembre 2021) :
- genre Philoganga Kirby, 1890
  - Philoganga loringae Fraser, 1927
  - Philoganga montana (Hagen in Sélys, 1859)
  - Philoganga robusta Navás, 1936
  - Philoganga vetusta Ris, 1912